# Saint-Lions
Saint-Lions è un comune francese di 36 abitanti situato nel dipartimento delle Alpi dell'Alta Provenza della regione della Provenza-Alpi-Costa Azzurra. Deve il nome a san Leonzio di Fréjus.

## Società

### Evoluzione demografica
Abitanti censiti